# La casa de la muerte
La casa de la muerte (Alien Zone, retitulada como House of the Dead) es un largometraje de terror estadounidense, originalmente estrenado en 1978. Fue dirigido por el habitualmente realizador televisivo Sharron Miller, con guion de David O'Malley; sus protagonistas fueron John Ericson e Ivor Francis. La trama se divide en cuatro historias cortas e independientes entre sí, narradas por el dueño de una funeraria, que recuerda por qué ciertas personas murieron y llegaron a su establecimiento. 

## Argumento
Un hombre (John Ericson) tiene una aventura con una mujer casada durante su estancia en la ciudad, siendo después abandonado por un taxi en la calle equivocada. Huyendo de la lluvia se refugia en lo que resulta ser una funeraria, atendida por un hombre (Ivor Francis) empeñado en narrarle cómo sus clientes murieron y llegaron hasta allí. Esto da lugar a cuatro historias: Una profesora malhumorada que trata con brusquedad a los niños; un asesino en serie que invita a mujeres a su casa y las filma mientras mueren; el duelo de egos entre dos engreídos criminólogos, británico uno (Bernard Fox), americano el otro (Charles Aidman), después de que el segundo de ellos reciba una amenaza de muerte; y finalmente una historia donde un empleado pagará caro el haber menospreciado a un hombre desastrado que le pedía ayuda por la calle, comprobando cómo no estaba tan lejos de su situación. 

## Reparto
- John Ericson ... Talmudge
- Ivor Francis ... El dueño de la funeraria / El narrador
- Judith Novgrod ... Miss Sibiler
- Burr DeBenning ... Growski
- Charles Aidman ... Detective Malcolm Toliver
- Bernard Fox ... Inspector McDowal
- Richard Gates ... Cantwell
- Elizabeth MacRae ... Mrs. Lumquist
- Linda Gibboney (como Kathie Gibboney) ... Julie
- Leslie Paxton ... Marie
- John King ... Esposo de Marie
- Bo Byers ... Growski (Detective #1)
- David O'Malley ... Detective #2
- Robert Telford ... Maitre del restaurante
- Michael Colley ... Stan
- Gary Willis ... Propietario de la tienda
- Robert J. Mildfelt ... Hombre de negocios
- Ben Smalley ... Verdugo
- Evan Tonsing ... Vendedor de periódicos
- Patrick McLemore ... Chico en la fiesta
- Jeanie Cooper Miller ... Camarera
- Claire Schwartz ... Camarera

Los tres últimos intérpretes no aparecen en los créditos.

## Localizaciones
Las localizaciones del rodaje, desarrollado íntegramente en Oklahoma, fueron Ponca City, Stillwater y Yale

## Banda sonora
La banda sonora de la película fue compuesta por Stan V. Worth; incluye el tema The Sound of Goodbye,
cantado por Steve March, con letra compuesta por Ayn Robbins.